# Miquel Capdevila Rosinach
Miquel Capdevila Rosinach (Juneda, Garrigues, 9 d'abril de 1887 - Barcelona, 18 de juliol de 1953) va ser un periodista i escriptor català.
El seu oncle, el mossèn Josep Rosinach, va crear una beca per estudiar al Seminari de Lleida. Així que Miquel Capdevila la va aprofitar, i va cursar els estudis eclesiàstics. A Lleida va passar gairebé tota la seva joventut. El 1907 va fer el servei militar a Toledo. Gràcies al seus estudis, el destinen com a bibliotecari de la Biblioteca de l'Acadèmia General Militar. En aquesta època, neix la seva passió pel món de les lletres. Un cop finalitzat el servei militar, es trasllada a la ciutat de Barcelona per treballar d'escrivent a una casa de comerç. Durant les hores lliures compon un treball sobre El Greco, que es publicarien a El Día Gráfico. Aquest fet li obrí les portes del periodisme professional. Va ingressar al Col·legi de Periodistes de Barcelona i va publicar diferents articles a revistes com Vell i Nou (1916-1917) i El Tiempo (1916-1918). Poc després entra de redactor de La Veu de Catalunya. A partir de 1918 i fins al 1920 dirigeix el diari El Pallaresa de Lleida.
En tornar a Barcelona, ocupa el càrrec de redactor en cap de La Veu de Catalunya i el de director del diari L'Instant. Però al marge d'això, segueix publicant articles sobre literatura, història, art i viatges en diverses revistes com D'ací i d'Allà, La Paraula Cristiana, Mirador, Catalana o Atracció de Forasters. Fins i tot, feu de corresponsal a Barcelona pel diari El Debate de Madrid. Després de la Guerra Civil, va treballar amb el setmanari Destino, Diario de Barcelona i La Vanguardia Española.
El 1944 se li concedeix la medalla d'or del Fomento de las Artes Decorativas. A més a més, el govern del rei Víctor Manuel III el va nomenar cavaller de la Corona d'Italia, per la col·laboració en les tasques literàries a l'Institut de Cultura Italiana de Barcelona. El 1952 va ser operat d'un tumor al cap i va tornar per un temps al seu poble natal, Juneda.

## Obra
- Vida de hombres ilustres. Miguel Ángel. Ediciones Hymsa, Barcelona. 1933.
- La ceguera y el arte. Laboratorios del Norte de España S. A. El Masnou, 1942.
- Navidad. Aymà, Barcelona. 1944
- Iconografía de Santa Lucía. Laboratorios del Norte de España S. A. El Masnou, 1949.
- El ciego en la literatura narrativa. Laboratorios del Norte de España S. A. El Masnou, 1950.
- Joguina de la contradicció. Tria d'articles (1918-1939). Editorial Fonoll, 2016.[3]